# Katif
Katif (arapski: القطيف‎ Al-Qaṭīf) je grad u Saudijskoj Arabiji.

## Zemljopis
Grad se nalazi u Istočnoj pokrajini Saudijske Arabije na obali Perzijskog zaljeva, regije najbogatije naftom na svijetu. Proteže se od Ras Tanura i Jubaila na sjeveru do Dammama na jugu te Perzijskog zaljeva na istoku i Zračne luke Kralja Fahda na zapadu.

## Povijest
Katif je jedan od najstarijih naselja u istočnom dijelu Arapskog poluotoka, njegova povijest ide unatrag 3500 prije Krista. Nekada je bio okupljalište trgovaca, seljaka i ribari, međutim u posljednjih nekoliko godina nakon osnivanja industrijskog grada Jubaila otkrića nafte većina stanovnika radi u naftnoj industrija, javnim službama, obrazovanju i zdravstvenom sektoru.

## Stanovništvo
Regija Katifa ima najveću koncentraciju šiitskih muslimana u Saudijskoj Arabiji, manje od 3% su sunitski muslimani prema podacima iz 2005, Vlada Saudijske Arabije ograničila je proslavu Dan Ašure u javnosti.
Prema podacima iz 2009. godine, ukupan broj stanovnika je 474.573 .

## Vanjske poveznice
- qatifonline.com  Arhivirana inačica izvorne stranice od 1. listopada 2018. (Wayback Machine)